# Leon Sternbach

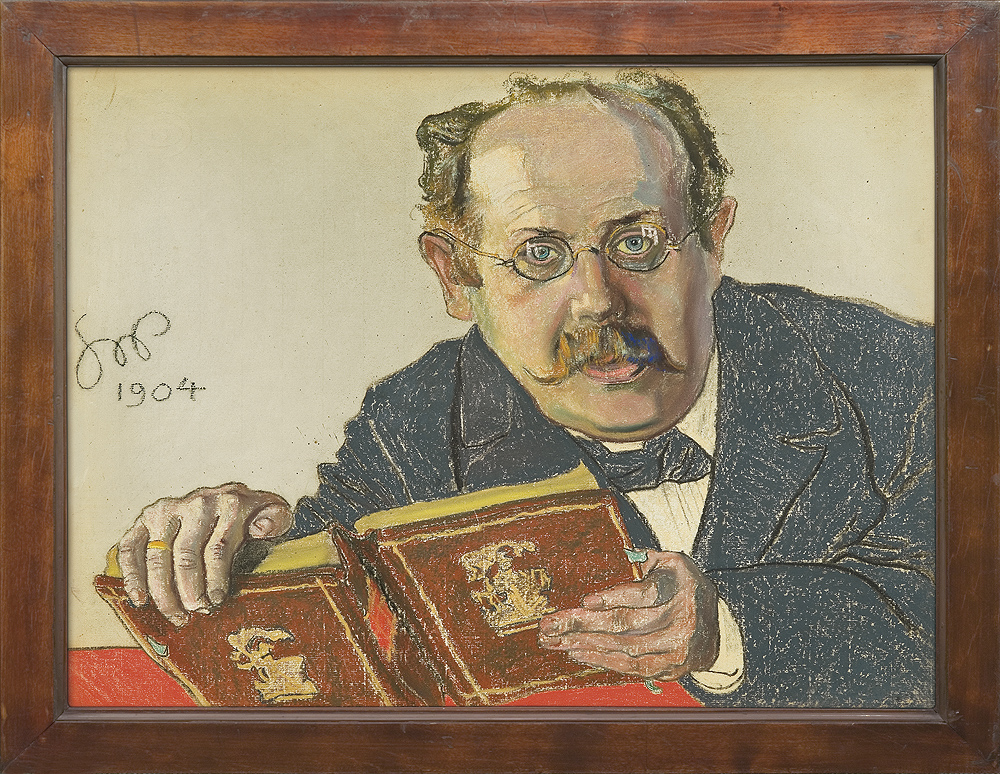
Retrato de Sternbach por Stanisław Wyspiański

Leon Sternbach (2 de julho de 1864, em Drohobych - 20 de fevereiro de 1940, no campo de concentração de Sachsenhausen) foi um filólogo e classicista polaco, professor da Universidade Jagiellonian e membro da Academia Polaca de Artes e Ciências . Ele iniciou o estudo da antiga Bizâncio na Polónia. Em 1939, dois meses após a invasão alemã da Polônia, sob ocupação nazi, Sternbach foi preso juntamente com 184 outros professores e funcionários da Jagiellonian pela Gestapo durante a Sonderaktion Krakau. Depois de ser mantido numa prisão da Gestapo de Cracóvia, ele foi enviado para o campo de concentração de Sachsenhausen, onde foi assassinado.